# Jan Twardowski
Jan Jakub Twardowski (1. června 1915, Varšava – 18. ledna 2006, tamtéž) byl polský básník a katolický kněz. Psal krátké a jednoduché básně, které často zahrnovaly hovorové výrazy. Pozorování přírody v nich propojoval s filozofickými úvahami.

## Životopis
Jan Twardowski se narodil ve Varšavě. Jeho rodiči byli Jan Twardowski a Aniela Maria Konderska. Několik týdnů po jeho narození se rodina kvůli událostem první světové války přestěhovala do Ruska. Po třech letech se vrátila do Varšavy.
V roce 1932 začal Twardowski spolupracovat s mládežnickými novinami „Kuźnia Młodych“ („Kovárna mladých“). Měl tam svou rubriku, pro kterou psal básně, povídky, dělal rozhovory s různými spisovateli. Střední školu dokončil v roce 1935.
Poté začal studovat polský jazyk a literaturu na Univerzitě Józefa Piłsudského ve Varšavě. V roce 1937 vydal svou první básnickou sbírku Andersenův návrat.
Během 2. světové války se účastnil různých protinacistických operací organizovaných Zemskou armádou. Psal do nelegálních tiskovin a studoval v tajném semináři.Bojoval ve Varšavském povstání a v této době se stal svědkem tragických úmrtí mnoha svých přátel a spolužáků. To ho vedlo k rozhodnutí stát se knězem.
Po válce vstoupil do semináře a začal studovat teologii na Varšavské univerzitě. V roce 1948 byl vysvěcen na kněze. V poválečném období nemohla jeho poezie v Polsku vycházet.
V roce 1959 se stal proboštem kostela vizitantek ve Varšavě. Jeho spisy byly publikovány v populárním polském katolickém časopise Tygodnik Powszechny . Proslavil se v roce 1960 po vydání své první básnické knihy „Znak Ufności“ („Znamení důvěry“). V roce 1980 obdržel ceny PEN klubu a Roberta Gravese za celoživotní dílo a v roce 1996 Řád úsměvu. V roce 2000 získal cenu IKAR a o rok později cenu TOTUS.
Jan Twardowski zemřel 18. ledna 2006 ve věku 90 let. Byl pohřben v kryptách Chrámu Boží Prozřetelnosti na okraji Varšavy, přestože chtěl být pohřben na hřbitově Powązki.
| „                                   | Pospěšme si milovat lidi, tak rychle odcházejí, zůstanou po nich jen střevíce a hluchý telefon... | “ |
| — Jan Twardowski, Pospěšme si, 1979 |                                                                                                   |   |

## Dílo
Poezie:

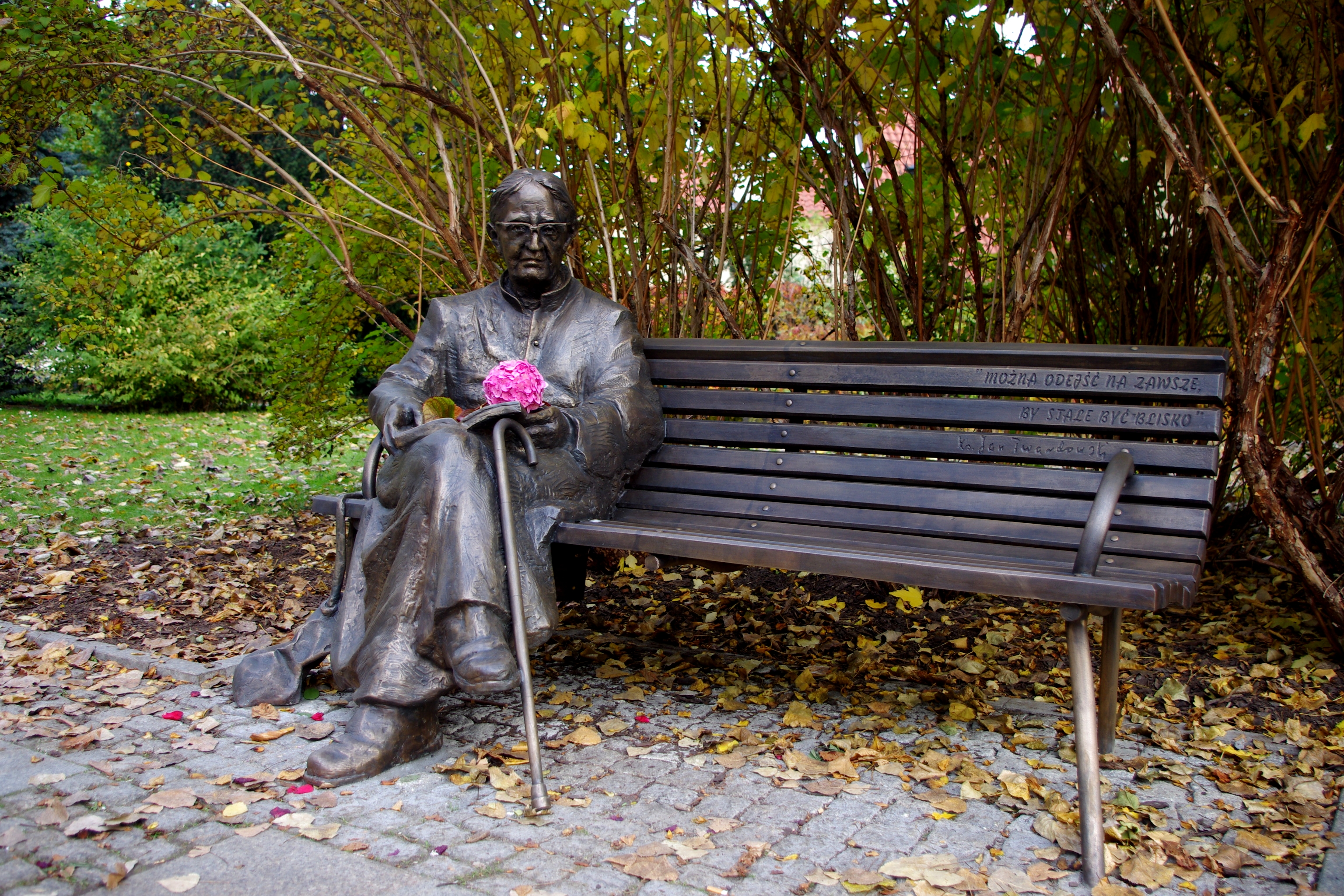
Socha Jana Twardowského od Wojciecha Gryniewicze ve Varšavě

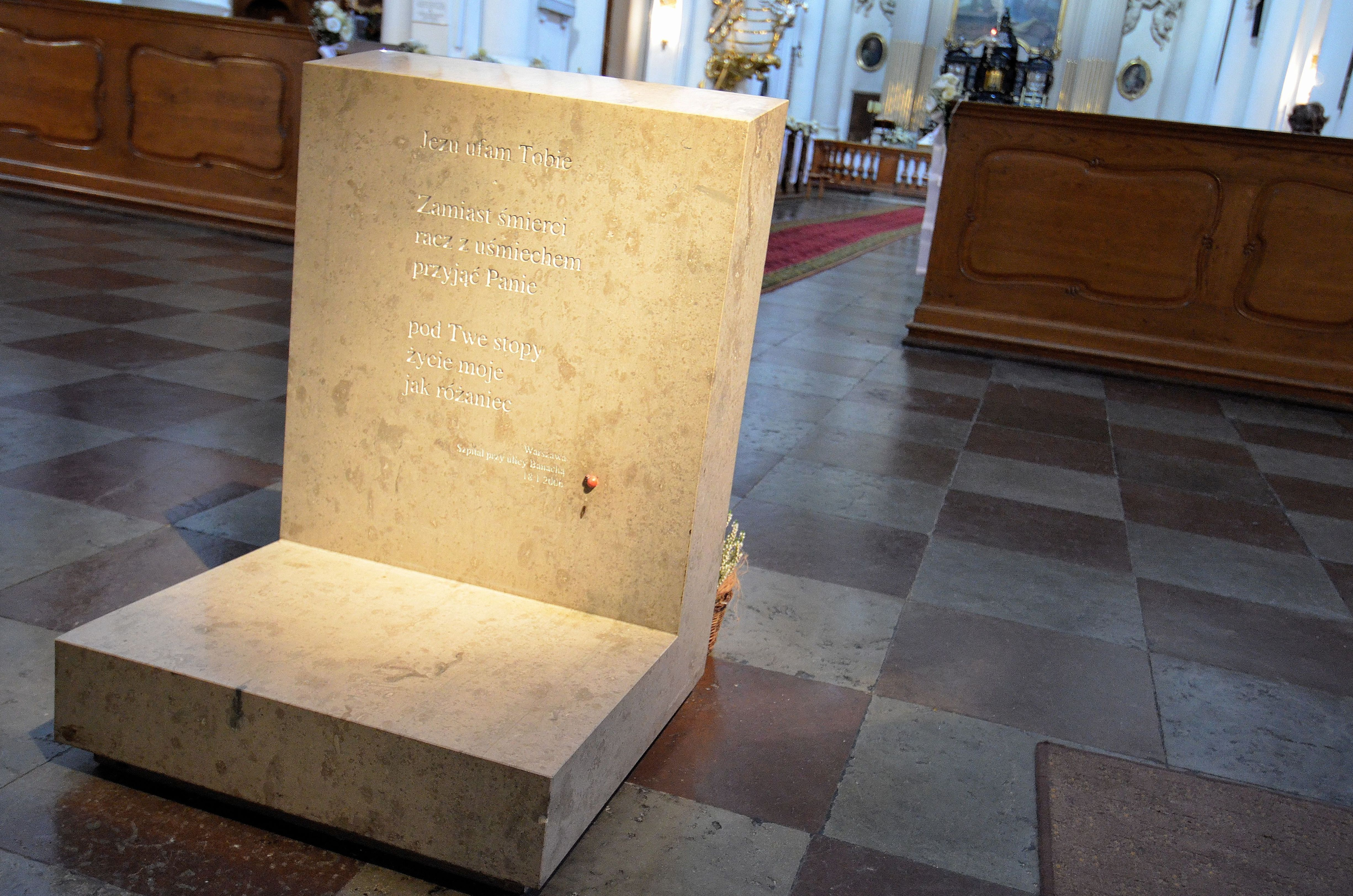
Klekátko vztyčené na památku Jana Twardowského, s rytinou jeho poslední básně, Varšava

- 1959 : Wiersze, ("Verše"); Varšava
- 1970 : Znaki ufności, ("Signs of Trust"), Kraków: Znak
- 1980 : Niebieskie okulary, ("Modré sluneční brýle"), Kraków: Znak
- 1983 : Który stwarzasz jagody („Kdo vyrobil borůvku“), Kraków: Wydawnictwo literackie
- 1986 : Nie przyszedłem pana nawracać. Wiersze z lat 1937-1985 "Nepřišel jsem, abych vás obracel: Básně z let 1937-1985"), Varšava: Wydawnictwo Archidiecezji Warszawskiej
- 1990 : Tak ludzka („Tak lidská“), Poznaň: Księgarnia św. Wojciech
- 1991 : Uśmiech Pana Boga. Wiersze dla dzieci ("Úsměv Pána Boha. Básně pro děti"), Varšava: Nasza Księgarnia
- 1993 : Kasztan dla milionera. Wiersze dla dzieci ("Kaštan pro milionáře. Básně pro děti"), Varšava: Nasza Księgarnia
- 1993 : Krzyżyk na drogę ("Kříž na cestu"), Kraków: Znak
- 1996 : Rwane prosto z krzaka ("Vytržené přímo z keře"), Varšava: PIW
- 1998 : Bóg prosi o miłość - Gott fleht um Liebe ("Bůh žádá o lásku"), Kraków: Wydawnictwo Literary
- 1998 : Niebo w dobrym humorze ("Nebe v dobré náladě"), Varšava: PIW
- 1999 : Miłość miłości szuka, svazky 1 a 2 („Láska lásku hledá“), Varšava: PIW, Księgarnia i Drukarnia Świętego Wojciecha
- 2000 : Elementarz księdza Twardowskiego dla najmłodszego, średniaka a starszego, Kraków: Wydawnictwo literackie
- 2001 : Kiedy mówisz ("Když řekneš"), Kraków: Wydawnictwo literackie
- 2006 : Kilka myśli o cierpieniu, przemijaniu i odejściu, Poznaň: Księgarnia Św. Wojciecha („Několik myšlenek o utrpení, míjení a odcházení“) [3]

Próza:
- 1973 : Zeszyt w kratkę ("Čtverečkovaný sešit"), Kraków: Znak
- 1986 : Nowy zeszyt w kratkę („Nový čtverečkovaný sešit“), Poznaň: Pallotinum
- 1987 : Patyki i patyczki ("Hůlky a větvičky"), Varšava: Wydawnictwo Archidiecezji Warszawskiej "Vydavatel varšavské arcidiecéze"
- 1991 : Niecodziennik ("Ne tak docela deník"), Kraków: Maszachaba [3]

Česky vyšlo:
- Trávo, sestřičko moje, Vespero, 2000
- Poklad - Příběhy k prvnímu svatému přijímání, Karmelitánské nakladatelství, 2012
- Modré brýle, Votobia, 2001
- Neobvyklý deník, Cesta, 2003
- Beránek, Karmelitánské naklatelství, 2014
- Betlém, Karmelitánské naklatelství, 2021
- Dvanáct slov: O plodech Ducha Svatého, Karmelitánské nakladatelství, 2023